# Al-Nassr Football Club 2023-2024
Questa voce raccoglie le informazioni riguardanti l'Al-Nassr nelle competizioni ufficiali della stagione 2023-2024.

## Stagione
Dopo il secondo posto in campionato e le sconfitte nelle semifinali di Coppa del Re dei Campioni e di Supercoppa saudita nella stagione precedente, l'Al Nassr riparte in panchina dal portoghese Luís Castro. Sul mercato compie un importante rinnovamento della rosa con l'acquisto di numerosi giocatori europei: in difesa arriva dal Manchester Utd Alex Telles, a centrocampo Marcelo Brozović dall'Inter e Seko Fofana dal Lens, per l'attacco Otávio Monteiro dal Porto e Sadio Mané dal Bayern Monaco.
La stagione si apre il 28 luglio 2023 con la Coppa dei Campioni araba per club, alla quale il club è invitato partendo direttamente dai gironi: dopo un iniziale pareggio a reti bianche contro l'Al-Shabab, i gialloblu sconfiggono per 4-1 i tunisini del Monastir, pareggiando 1-1 all'ultima giornata contro gli egiziani dello Zamalek, accedendo ai quarti di finale della competizione, dove si impongono per 3-1 sui marocchini del Raja Casablanca. In semifinale sconfiggono di misura gli iraqeni dell'Al-Shorta ottenendo l'accesso all'atto conclusivo della manifestazione. Il 12 agosto allo Stadio Città dello sport Re Fahd di Ta'if, l'Al Nassr conquista per la prima volta la coppa, battendo l'Al-Hilal per 2-1 con una doppietta di Cristiano Ronaldo.
Negativo invece è l'inizio di campionato, in cui la squadra perde le prime due partite: 2-1 contro l'Al Ettifaq e 2-0 contro l'Al Taawoun. Il 22 agosto invece la squadra è di scena nello spareggio per l'accesso alla AFC Champions League: dopo essere passata in vantaggio, la squadra gialloblu si fa rimontare per 2-1 dagli emiratini dello Shabab Al-Ahli. In un finale al cardiopalma l'Al Nassr acciuffa il pareggio e infine nei minuti di recupero segna due reti, vincendo così 4-2 e accedendo alla fase a gironi. Dopo questa vittoria l'Al Nassr non si ferma più, e colleziona 4 vittorie consecutive in campionato, segnando ben 17 gol e subendone solo 2.

## Maglie e sponsor
Lo sponsor tecnico per la stagione 2023-2024 è Nike. Il main sponsor è KAFD, il secondo sponsor è AROYA; lo sleeve sponsor è NOUG, società specializzata nella produzione di prodotti latticini derivati dai cammelli.
| Casa | Trasferta |

## Rosa
Aggiornato al 17 settembre 2023.
| N. |                           | Ruolo | Calciatore                   |
| -- | ------------------------- | ----- | ---------------------------- |
| 2  | Arabia Saudita (bandiera) | D     | Sultan Al-Ghanam             |
| 3  | Arabia Saudita (bandiera) | D     | Abdullah Madu                |
| 4  | Arabia Saudita (bandiera) | D     | Mohammed Al-Fatil            |
| 5  | Arabia Saudita (bandiera) | D     | Abdulelah Al-Amri            |
| 6  | Costa d'Avorio (bandiera) | C     | Seko Fofana                  |
| 7  | Portogallo (bandiera)     | A     | Cristiano Ronaldo (capitano) |
| 8  | Arabia Saudita (bandiera) | C     | Abdulmajeed Al-Sulayhem      |
| 10 | Senegal (bandiera)        | A     | Sadio Mané (vice capitano)   |
| 11 | Arabia Saudita (bandiera) | C     | Khalid Al-Ghannam            |
| 12 | Arabia Saudita (bandiera) | D     | Nawaf Boushal                |
| 13 | Costa d'Avorio (bandiera) | D     | Ghislain Konan               |
| 14 | Arabia Saudita (bandiera) | C     | Sami Al-Najei                |
| 15 | Brasile (bandiera)        | D     | Alex Telles                  |
| 16 | Arabia Saudita (bandiera) | A     | Mohammed Maran               |
| 17 | Arabia Saudita (bandiera) | C     | Abdullah Al-Khaibari         |
| 18 | Arabia Saudita (bandiera) | C     | Abdulfattah Adam             |
| 19 | Arabia Saudita (bandiera) | C     | Ali Al-Hassan                |
| 20 | Arabia Saudita (bandiera) | D     | Hamad Al-Mansour             |

| N. |                           | Ruolo | Calciatore          |
| -- | ------------------------- | ----- | ------------------- |
| 21 | Arabia Saudita (bandiera) | C     | Mukhtar Ali         |
| 23 | Arabia Saudita (bandiera) | C     | Ayman Yahya         |
| 24 | Arabia Saudita (bandiera) | D     | Mohammed Qassem     |
| 25 | Portogallo (bandiera)     | C     | Otávio              |
| 27 | Spagna (bandiera)         | D     | Aymeric Laporte     |
| 29 | Arabia Saudita (bandiera) | A     | Abdulrahman Ghareeb |
| 30 | Arabia Saudita (bandiera) | A     | Meshari Al-Nemer    |
| 31 | Arabia Saudita (bandiera) | C     | Mohammed Sahlouli   |
| 33 | Arabia Saudita (bandiera) | P     | Waleed Abdullah     |
| 36 | Arabia Saudita (bandiera) | P     | Raghed Al-Najjar    |
| 41 | Arabia Saudita (bandiera) | P     | Mohammed Al-Otaibi  |
| 44 | Arabia Saudita (bandiera) | P     | Nawaf Al-Aqidi      |
| 46 | Arabia Saudita (bandiera) | C     | Abdulaziz Al-Elewai |
| 77 | Croazia (bandiera)        | C     | Marcelo Brozovic    |
| 78 | Arabia Saudita (bandiera) | D     | Ali Lajami          |
| 94 | Brasile (bandiera)        | C     | Talisca             |
|    | Colombia (bandiera)       | P     | David Ospina        |

## Calciomercato

### Sessione estiva(dall'1/7 all'1/9)
| Acquisti         | Acquisti            | Acquisti        | Acquisti                    |
| R.               | Nome                | da              | Modalità                    |
| ---------------- | ------------------- | --------------- | --------------------------- |
| C                | Otávio              | Porto           | definitivo (60 milioni €)   |
| A                | Sadio Mané          | Bayern Monaco   | definitivo (30 milioni €)   |
| D                | Aymeric Laporte     | Manchester City | definitivo (27,5 milioni €) |
| C                | Seko Fofana         | Lens            | definitivo (25 milioni €)   |
| C                | Marcelo Brozović    | Inter           | definitivo (18 milioni €)   |
| D                | Alex Telles         | Manchester Utd  | definitivo (4,6 milioni €)  |
| P                | Raghed Al-Najjar    | Al-Taawoun      | definitivo                  |
| Altre operazioni |                     |                 |                             |
| R.               | Nome                | da              | Modalità                    |
| D                | Kim Jin-su          | Jeonbuk Hyundai | fine prestito               |
| A                | Khalid Al-Ghannam   | Al-Fateh        | fine prestito               |
| C                | Mukhtar Ali         | Al-Tai          | fine prestito               |
| A                | Abdulfattah Adam    | Abha            | fine prestito               |
| A                | Khalil Al-Absi      | Al-Tai          | fine prestito               |
| D                | Mansour Al-Shammari | Al-Ahli         | fine prestito               |
| P                | Raed Ozaybi         | Al-Faisaly      | fine prestito               |

| Cessioni         | Cessioni              | Cessioni               | Cessioni              |
| R.               | Nome                  | a                      | Modalità              |
| ---------------- | --------------------- | ---------------------- | --------------------- |
| C                | Mukhtar Ali           | Al-Fateh               | prestito (748 mila €) |
| D                | Majed Qasheesh        | Al-Hazem               | prestito (249 mila €) |
| A                | Gonzalo Martínez      | River Plate            | definitivo            |
| D                | Álvaro González       | Al-Qadisiya            | definitivo            |
| D                | Kim Jin-su            | Jeonbuk Hyundai Motors | definitivo            |
| A                | Abdulfattah Adam      | Al-Taawoun             | definitivo            |
| D                | Mansour Al-Shammari   | Al-Hazem               | definitivo            |
| P                | Raed Ozaybi           | Al-Khaleej             | definitivo            |
| D                | Ghislain Konan        | Al-Fayha               | prestito              |
| A                | Khalil Al Absi        | Al-Hazem               | prestito              |
| P                | Amin Bukhari          | Al-Ettifaq             | prestito              |
| D                | Hamad Al Mansour      | Al-Okhdood             | prestito              |
| A                | Yousef Haqawi         | Al-Fayha               | prestito              |
| Altre operazioni |                       |                        |                       |
| R.               | Nome                  | a                      | Modalità              |
| C                | Jaloliddin Masharipov |                        | svincolato            |
| D                | Luiz Gustavo          |                        | svincolato            |
| D                | Agustín Rossi         | Boca Juniors           | fine prestito         |

## Risultati

### Lega saudita

#### Girone di andata
| Arbitro: | Al-Hoaish |

|                         |           |         |
| Quaison 47’ Dembélé 53’ | Marcatori | 4’ Mané |

| Arbitro: | Al-Teris |

|  |           |                            |
|  | Marcatori | 20’ Tawamba 90+6’ Bahusayn |

| Arbitro: | Al-Harbi |

|  |           |                                       |
|  | Marcatori | 27’, 81’ Mané 38’, 55’, 90+6’ Ronaldo |

| Arbitro: | Elfath |

|                                                        |           |  |
| Ronaldo 13’ (rig.), 48’ (rig.) Mané 40’ Al Ghannam 80’ | Marcatori |  |

| Arbitro: | Darío Herrera |

|              |           |                                                               |
| Badamosi 47’ | Marcatori | 33’ Ghareeb 45+8’ Al-Khaibari 57’ Otávio 68’ Ronaldo 78’ Mané |

| Arbitro: | Wilmar Roldán |

|                    |           |                                    |
| Fouzair 89’ (rig.) | Marcatori | 45+1’ Mané 49’ Talisca 78’ Ronaldo |

| Arbitro: | Daronco |

|                                    |           |                                              |
| Ronaldo 4’, 52’ Talisca 17’, 45+6’ | Marcatori | 30’ Kessié 50’ (rig.) Mahrez 87’ Al-Buraikan |

| Arbitro: | Conger |

|              |           |                                |
| Misidjan 79’ | Marcatori | 32’ Talisca 87’ (rig.) Ronaldo |

| Arbitro: | Mario Escobar |

|                       |           |                                    |
| 3’ Otavio 28’ Talisca | Marcatori | 36’ (rig.) Bguir 90+2’ Toko Ekambi |

| Arbitro: | Said Martinez |

|                         |           |                |
| 52’ Talisca 56’ Ronaldo | Marcatori | 45+2’ N'Koudou |

| Arbitro: | Anastasios Sidīropoulos |

|                 |           |                             |
| Al-Shiwaish 66’ | Marcatori | 50’, 61’ Talisca 74’ Otávio |

| Arbitro: | Guillermo Guerrero |

|                         |           |  |
| Ronaldo 26’ Laporte 58’ | Marcatori |  |

| Arbitro: | Fernando Guerrero |

|             |           |                                    |
| Anselmo 81’ | Marcatori | 11’ Telles 39’ Al-Amri 49’ Ronaldo |

| Arbitro: | Faisal Al-Blwi |

|                               |           |  |
| Al-Najei 13’ Ronaldo 77’, 80’ | Marcatori |  |

| Arbitro: | Wilmar Roldán |

|                                          |           |  |
| Milinković-Savić 64’ Mitrović 89’, 90+2’ | Marcatori |  |

| Arbitro: | Majed Al-Shamrani |

|                                             |           |          |
| Ronaldo 31’ Otávio 45+3’ Talisca 67’, 90+4’ | Marcatori | 68’ Gray |

| Arbitro: | Anastasios Sidiropoulos |

|                    |           |                                                          |
| Hamdallah 14’, 51’ | Marcatori | 19’ (rig.), 68’ (rig.) Ronaldo 38’ Talisca 75’, 82’ Mané |

#### Girone di ritorno
| Arbitro: | Khaled Al-Teris |

|                                            |           |                  |
| Telles 43’ Brozović 59’ Ronaldo 73’ (rig.) | Marcatori | 85’ Al-Kuwaykibi |

| Burayda 30 dicembre 2023, ore 19:00 CEST 19ª giornata                                                       | Al-Taawoun | 1 – 4                                                     | Al-Nassr | Città dello sport Re Abd Allah |
| \| \| \| \| \| El Mahdioui 13’ \| Marcatori \| 26’ Brozović 35’ Aymeric Laporte 50’ Otávio 90+2’ Ronaldo \| |            |                                                           |          |                                |
| |            |                                                           |          |                                |
| El Mahdioui 13’                                                                                             | Marcatori  | 26’ Brozović 35’ Aymeric Laporte 50’ Otávio 90+2’ Ronaldo |          |                                |

### Coppa del Re dei Campioni
| Arbitro: | Lechner |

|                |           |                                                               |
| Michalak 45+4’ | Marcatori | 16’ (rig.) Mané 62’ Fofana 73’ Talisca 81’ Yahya 86’ Al-Najei |

| Arbitro: | Maza |

|           |           |  |
| Mané 107’ | Marcatori |  |

| Arbitro: | Barton |

|                        |           |                                                           |
| Carlos 24’ Bahebri 90’ | Marcatori | 17’ Fofana 28’ Mané 45+4’ Ghareeb 74’ Ronaldo 90+6’ Maran |

| Arbitro: | Maurizio Mariani |

|                                           |           |               |
| 17’ Ronaldo 17’, 57’ Mané 37’ (rig.) Mané | Marcatori | Al Torais 82’ |

| Arbitro: | Herrera |

|                                                                  |                      |                                                           |
| Mitrovic 7’                                                      | Marcatori            | 88’ Yahya                                                 |
| Neves Mitrovic Kanno Tambakti Al-Hamdan Abdulhamid N. Al-Dawsari | Tiri di rigore 5 – 4 | Telles Ronaldo Al-Najei Ghareeb Lajami Al-Hassan Al-Nemer |

### AFC Champions League

#### Spareggio
| Arbitro: | Fu Ming |

|                                                 |           |                      |
| Talisca 11’, 90+5’ Al-Ghanam 88’ Brozović 90+7’ | Marcatori | 18’, 46’ Al-Ghassani |

#### Fase a gironi
| Arbitro: | Tantashev |

|  |           |                                   |
|  | Marcatori | 62’ (aut.) Esmaeilifar 72’ Qassem |

| Arbitro: | Ko Hyung-jin |

|                              |           |           |
| Ronaldo 66’ Talisca 72’, 77’ | Marcatori | 44’ Sebai |

| Arbitro: | Ahmed Al-Kaf |

|                                       |           |                                 |
| Talisca 25’ Mané 56’ Ronaldo 61’, 81’ | Marcatori | Mohammad 63’ Ali 67’ Olunga 85’ |

| Arbitro: | Ilgiz Tantashev |

|                         |           |                       |
| Coutinho 8’, 80’ (rig.) | Marcatori | 27’, 37’, 65’ Talisca |

| Riyad 27 novembre 2023, ore 20:00 CET 5ª giornata - Gruppo E | Al-Nassr | 0 – 0 referto | Persepolis | Stadio dell'Università Re Sa'ud (16 094 spett.)\| Arbitro: \| Ma Ning \| |
| Arbitro:                                                     | Ma Ning  |               |            |                                                                          |

| Arbitro: | Mohammed Abdulla Hassan |

|              |           |             |
| Džalilov 32’ | Marcatori | 50’ Ghareeb |

#### Fase ad eliminazione diretta
| Arbitro: | Salman Ahmad Falahi |

|  |           |             |
|  | Marcatori | 81’ Ronaldo |

| Arbitro: | Ma Ning |

|                        |           |  |
| Otavio 25’ Ronaldo 86’ | Marcatori |  |

| Arbitro: | Hiroyuki Kimura |

|            |           |  |
| 44’ Rahimi | Marcatori |  |

| Arbitro: | Ahmed Al-Kaf |

|                                                              |                      |                                |
| Ghareeb 45+5’ Eisa 51’ (aut.) Telles 51’ Ronaldo 118’ (rig.) | Marcatori            | 28’, 45’ Rahimi Al-Shamsi 103’ |
| Telles Brozović Ronaldo Otavio                               | Tiri di rigore 1 – 3 | Rahimi Kaku Al-Shamsi          |

### Coppa dei Campioni araba per club

#### Fase a gironi
| Ta'if 28 luglio 2023, ore 20:00 CET 1ª giornata | Al-Nassr        | 0 – 0 | Al-Shabab | Stadio Città dello sport Re Fahd\| Arbitro: \| Lotfi Bekouassa \| |
| Arbitro:                                        | Lotfi Bekouassa |       |           |                                                                   |

| Arbitro: | Abdulrahman Al-Jassim |

|                   |           |                                                      |
| Lajami 66’ (aut.) | Marcatori | 42’ Talisca 74’ C. Ronaldo 88’ Al-Amri 90’ Al-Elewai |

| Arbitro: | Rédouane Jiyed |

|                 |           |                |
| 54’ (rig.) Zizo | Marcatori | 87’ C. Ronaldo |

#### Fase ad eliminazione diretta
| Arbitro: | Mahmoud El Banna |

|                 |           |                                         |
| Madu 41’ (aut.) | Marcatori | 19’ C. Ronaldo 29’ Al-Ghanam 38’ Fofana |

| Arbitro: | Adel Ali Al Naqbi |

|  |           |                       |
|  | Marcatori | 75’ (rig.) C. Ronaldo |

#### Finale
| Arbitro: | Redouane Jiyed |

|             |           |                     |
| Michael 51’ | Marcatori | 78’, 98’ C. Ronaldo |

### Supercoppa saudita

#### Fase ad eliminazione diretta
| Arbitro: | Mohammed Al Hoaish |

|                              |           |             |
| S. Al Dawsari 61’ Malcom 72’ | Marcatori | 99’ S. Mané |

## Statistiche

### Statistiche di squadra
Statistiche aggiornate al 30 settembre 2023.
| Competizione                      | Punti | In casa | In casa | In casa | In casa | In casa | In casa | In trasferta | In trasferta | In trasferta | In trasferta | In trasferta | In trasferta | In campo neutro | In campo neutro | In campo neutro | In campo neutro | In campo neutro | In campo neutro | Totale | Totale | Totale | Totale | Totale | Totale | DR  |
| Competizione                      | Punti | G       | V       | N       | P       | Gf      | Gs      | G            | V            | N            | P            | Gf           | Gs           | G               | V               | N               | P               | Gf              | Gs              | G      | V      | N      | P      | Gf     | Gs     | DR  |
| --------------------------------- | ----- | ------- | ------- | ------- | ------- | ------- | ------- | ------------ | ------------ | ------------ | ------------ | ------------ | ------------ | --------------- | --------------- | --------------- | --------------- | --------------- | --------------- | ------ | ------ | ------ | ------ | ------ | ------ | --- |
| Lega saudita                      | 82    | 17      | 12      | 3       | 2       | 50      | 23      | 17           | 14           | 1            | 2            | 50           | 19           | 0               | 0               | 0               | 0               | 0               | 0               | 34     | 26     | 4      | 4      | 100    | 42     | +58 |
| Coppa del Re dei Campioni         | -     | 2       | 2       | 0       | 0       | 4       | 1       | 2            | 2            | 0            | 0            | 10           | 3            | 1               | 0               | 1               | 0               | 1               | 1               | 5      | 4      | 1      | 0      | 15     | 5      | +10 |
| Champions League                  | 14    | 6       | 5       | 1       | 0       | 17      | 9       | 5            | 3            | 1            | 1            | 7            | 4            | 0               | 0               | 0               | 0               | 0               | 0               | 11     | 8      | 2      | 1      | 24     | 13     | +11 |
| Coppa dei Campioni araba per club | 5     | 0       | 0       | 0       | 0       | 0       | 0       | 0            | 0            | 0            | 0            | 0            | 0            | 6               | 4               | 2               | 0               | 11              | 4               | 6      | 4      | 2      | 0      | 11     | 4      | +7  |
| Supercoppa saudita                | -     | 0       | 0       | 0       | 0       | 0       | 0       | 0            | 0            | 0            | 0            | 0            | 0            | 1               | 0               | 0               | 1               | 1               | 2               | 1      | 0      | 0      | 1      | 1      | 2      | -1  |
| Totale                            | 82    | 25      | 19      | 4       | 2       | 71      | 33      | 24           | 19           | 2            | 3            | 67           | 26           | 8               | 4               | 3               | 1               | 13              | 7               | 57     | 42     | 9      | 6      | 151    | 66     | +85 |

### Andamento in campionato
| Giornata  | 1  | 2  | 3  | 4 | 5 | 6 | 7 | 8 | 9 | 10 | 11 | 12 | 13 | 14 | 15 | 16 | 17 | 18 | 19 | 20 | 21 | 22 | 23 | 24 | 25 | 26 | 27 | 28 | 29 | 30 | 31 | 32 | 33 | 34 | 35 | 36 | 37 | 38 |
| --------- | -- | -- | -- | - | - | - | - | - | - | -- | -- | -- | -- | -- | -- | -- | -- | -- | -- | -- | -- | -- | -- | -- | -- | -- | -- | -- | -- | -- | -- | -- | -- | -- | -- | -- | -- | -- |
| Luogo     | T  | C  | T  | C | T | C | T | C | T | C  | T  | C  | T  | C  | T  | C  | T  | C  | T  | C  | T  | C  | T  | C  | T  | C  | T  | C  | T  | C  | T  | C  | T  | C  | T  | C  | T  | C  |
| Risultato | P  | P  | V  | V | V | V | V | V | N | V  | V  | V  | V  | V  | P  | V  | V  | V  | V  | V  | V  | N  | P  | V  | V  | V  | V  | V  | V  | V  | V  | V  | V  | V  | V  | N  | N  | V  |
| Posizione | 12 | 15 | 10 | 6 | 6 | 6 | 5 | 4 | 4 | 3  | 2  | 2  | 2  | 2  | 2  | 2  | 2  | 2  | 2  | 2  | 2  | 2  | 2  | 2  | 2  | 2  | 2  | 2  | 2  | 2  | 2  | 2  | 2  | 2  | 2  | 2  | 2  | 2  |

Legenda:

Luogo: C = Casa; T = Trasferta. Risultato: V = Vittoria; N = Pareggio; P = Sconfitta.